# الهجرين الهابطى (حريضة)

تعديل مصدري - تعديل

الهجرين الهابطى هي إحدى قرى عزلة حريضة بمديرية حريضة التابعة لمحافظة حضرموت، بلغ تعداد سكانها 286 نسمة حسب تعداد اليمن لعام 2004.